# Pimpinella boissieri
Pimpinella boissieri är en flockblommig växtart som beskrevs av Minosuke Hiroe. Pimpinella boissieri ingår i släktet bockrötter, och familjen flockblommiga växter. Inga underarter finns listade i Catalogue of Life.